# Mazari palma
Mazari palma (Nanorops, lat. Nannorrhops ritchieana ili Nannorrhops ritchiana) je vrsta palme.
Iako se za palmu T. takil često navodi da je najotpornija palma s nadzemnim stablom, taj epitet vjerojatno prije pripada ovoj vrsti. Jedna od formi, ona iz sjevernog Afganistana, sigurno u svom prirodnom staništu trpi i niže temperature, jer se sreće na planinama do oko 2000 m, gdje često, tijekom zime, dolazi do upliva izuzetno hladnog zraka iz središnjeg Sibira. Zabilježeno je da je jedan primjerak u kulturi, u Tenesiju, preživjeo -27 C° uz potpunu defolijaciju. Iako postoje indicije da je sjevernoiranska forma ipak najotpornija. 
Uglavnom raste kao visoki grm, ali ponekad oblikuje stablo (čak i kao mlađa biljka), uglavnom dosta nakrivljeno, s brojnim ostacima peteljki. Često raste u grupama, što se može koristiti za sadnju živih ograda ili za zaštitu od vjetra (ovo zadnje, ipak u samo od zone 8a, pa naviše) Listovi su u mladosti više perasti, s vremenom dobivaju kostalpalmatni oblik, sa segmentima dugim i preko pola metra koji "teško" padaju na dole. 
U zavisnosti od forme (još uvek nisu priznati kao podvrste varijante), boja listova je: plavo-zeleni (s.Pakistan, s.Afganistan) i zeleni (s.Iran). Dvodoma je biljka s cvjetovima skupljenim u cvasti bjele do prljavobjele boje. 
Inače to je monokarpna biljka, što znači da svaki pojedinačni izdanak ili "grana" cvjeta samo jednom i poslije toga odumire, stvarajući poslije toga novi izdanak. Odlično podnosi kako suše, tako i snijeg. 
Postoji i tzv. Srebrna mazari palma, sa srebrno-plavim, ponekad, srebrno-bjelim listovima. Sreće se od južnog Pakistana, preko južnog Irana sve do Saudijske Arabije. Ima znatno manju otpornost (-11°C). S obzirom na to da se dovoljno razlikuje od osnovne forme, postoje težnje da se klasificira kao posebna podvrsta, iako je nejasno pod kojim od sljedećih imena: N.arabica, N.naudiniana, N.stocksiana. Osim sjemenom, može se razmnožavati i dijeljenjem izdanaka. Ova palma naraste do 3-6 m, zahtjeva sunčani položaj i može odlično uspjevati u svim dijelovima jadranske obale.

## Sinonimi
- Chamaerops ritchieana Griff.
- Nannorrhops arabica Burret
- Nannorrhops naudiniana Becc.
- Nannorrhops stocksiana Becc.